# Sumi-ê

Liang Kai (1140–1210), O Celestial Bêbado (潑墨仙人), tinta sobre papel xuan, século XIX, Song do Sul, Museu do Palácio Nacional, Taipei

A pintura a aguada oriental (em chinês: 水墨畫, pinyin: shuǐmòhuà; bastante conhecida como sumi-ê em japonês, 墨絵, significando "pintura com tinta"; ou também suiboku-ga, 水墨画) é uma técnica de pintura a pincel que utiliza aguadas de tinta nanquim, como a usada na caligrafia do Leste Asiático, em diferentes concentrações. Surgiu durante a dinastia Tang da China (618-907) e derrubou técnicas anteriores, mais realistas. É tipicamente monocromático, usando apenas tons de preto, com grande ênfase em pinceladas virtuosas e transmitindo o "espírito" ou "essência" percebido de um assunto em vez da imitação direta. A pintura a aguada floresceu a partir da dinastia Song na China (960–1279), bem como no Japão depois de ter sido introduzida pelos monges zen-budistas no século XIV. Alguns estudiosos ocidentais dividem a pintura chinesa (incluindo a pintura a aguada) em três períodos: tempos de representação, tempos de expressão e arte oriental histórica. Os estudiosos chineses têm suas próprias opiniões, que podem ser diferentes; eles acreditam que as pinturas chinesas contemporâneas são a continuação pluralista de múltiplas tradições históricas.
No Brasil, provavelmente um introdutor da arte do sumi-ê foi Massao Okinaka. Por muitos anos manteve classes de alunos interessados em aprender essa técnica tão antiga, mas absolutamente nova para os ocidentais.